# Конче (община)
Община Конче (мак. Општина Конче) — община в Північній Македонії. Адміністративний центр — село Конче. Розташована на південному сході  Македонії, Південно-Східний статистично-економічний регіон, з населенням 3,536 мешканців, які проживають на площі — 233,05 км².